# فیلیپ لارکین
فیلیپ آرتور لارکین یا فیلیپ لارکین (به انگلیسی: Philip Arthur Larkin)، (زاده ۹ اوت ۱۹۲۲، درگذشته ۲ دسامبر ۱۹۸۵) اکنون به عنوان یکی از بزرگ‌ترین شاعران نیمه دوم سده بیستم شناخته می‌شود.

نخستین کتاب وی، کشتی شمال، در ۱۹۴۵ چاپ شد.
فیلیپ لارکین از بنیانگذاران مکتب یا جنبش شعری نو به حساب می‌آید. او در برخورد با زندگی بسیار محتاط بوده و معتقد به زندگی پرمخاطره نیست. در اکثر اشعارش تلاش بر آشکار کردن جنبه‌های مختلفی از زندگی در دنیای مدرن و صنعتی دارد که می‌توان به شکست روحیه ضعیف، تنهایی، غم و مواردی از این قبیل اشاره کرد. به دید منتقدان، اشعارش پیام‌هایی از قبیل ترس از آینده، ناامیدی، عزلت، مرگ، ترس از پیری، فترت، مذهب گریزی، عدم ادای وظیفه نسبت به خانواده و جامعه را می‌رساند.

فلیپ لارکین تنها پسر و کوچک‌ترین بچه سیدنی لارکین (۱۹۴۸–۱۸۸۴) و همسر وی اوا امیلی دی (۱۹۷۷–۱۸۸۶) در کاونتری در اوت ۱۹۲۲ زاده شده‌است.

## نگارخانه

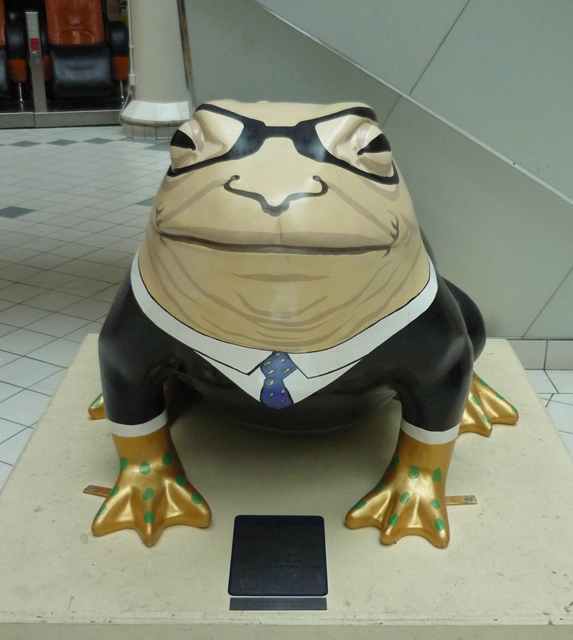
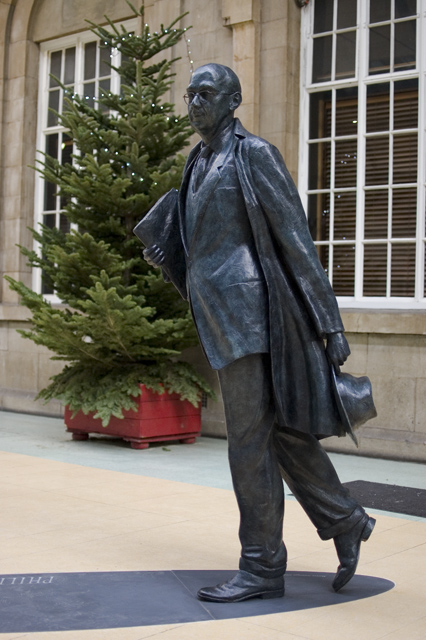